# Pichette (La Réunion)
Pour les articles homonymes, voir Pichette.

Pichette, parfois écrit Pichète, est un lieu-dit de l'île de La Réunion, département d'outre-mer français dans le sud-ouest de l'océan Indien. Il constitue un quartier de la commune de La Possession.